# Federico Luigi di Württemberg-Winnental
Federico Luigi di Württemberg-Winnental (Stoccarda, 5 novembre 1690 – Guastalla, 19 settembre 1734) è stato un militare tedesco.

## Biografia

### I primi anni
Terzogenito di Federico Carlo di Württemberg-Winnental e di Eleonora Giuliana di Brandeburgo-Ansbach studiò dapprima all'accademia dei cavalieri del Württemberg, al collegio di Tubinga e all'Università di Ginevra ed approfondì l'arte militare a Dresda, in Sassonia, dove sua zia Cristiana Eberardina era la moglie di re Augusto II di Polonia dove rimase sino al 1708. In questi anni Federico Luigi ottenne una notevole influenza sullo zio sovrano grazie anche all'appoggio che gli concesse Ursula Katharina von Altenbockum, moglie divorziata del principe Lubomirski e amante di re Augusto II; quando questa cadde in disgrazia e venne sostituita da Anna Constantia von Brockdrff, che in seguito venne promossa la titolo di contessa di Cosel.

### L'inizio della carriera militare

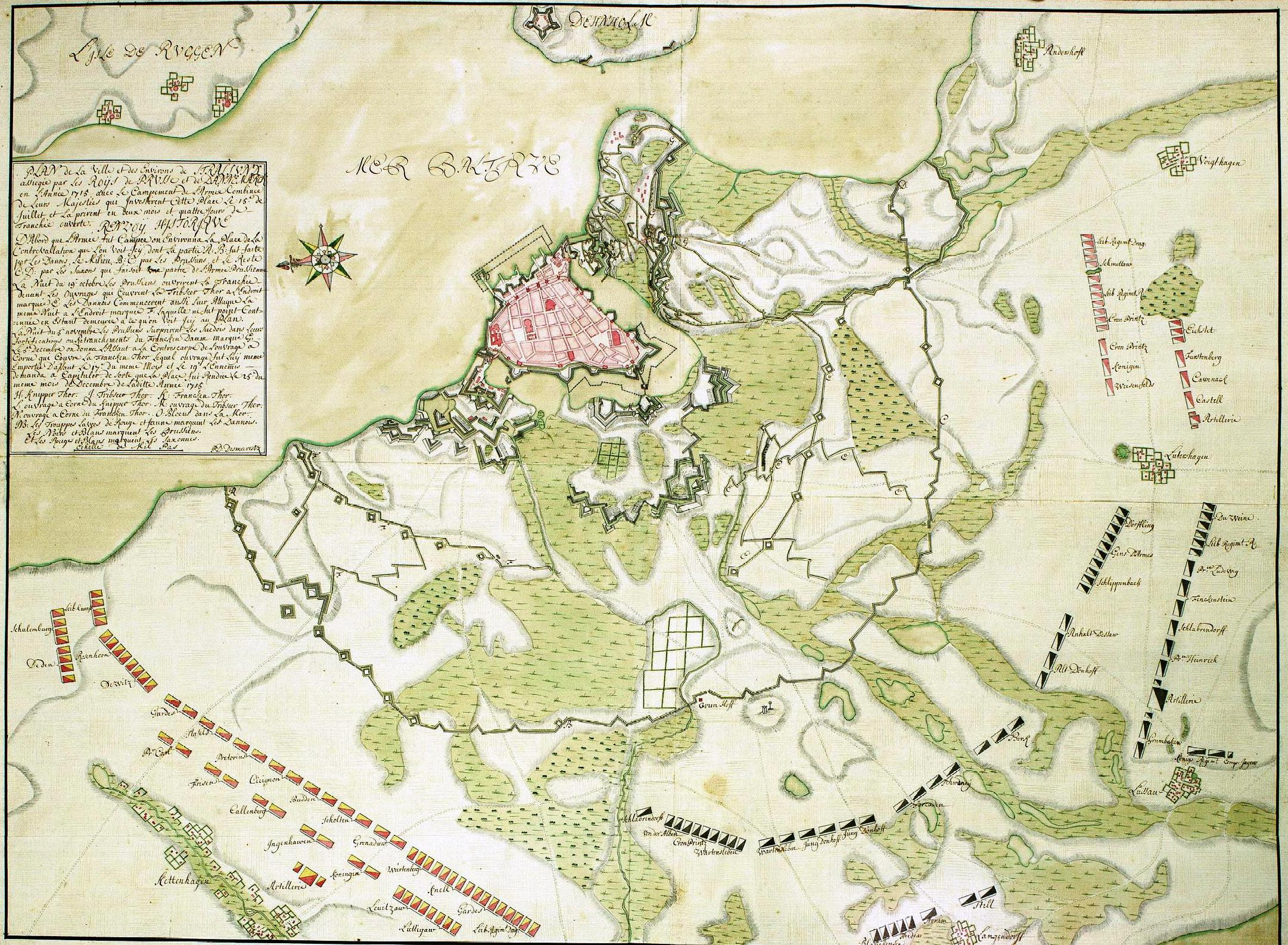
Schema dell'assedio di Stralsunds del 1715

Perso l'appoggio dello zio e con la prospettiva di una carriera militare a fronte delle scarse possibilità di succedere al trono paterno, nel 1715 prese la decisione di arruolarsi nell'esercito olandese durante la guerra di successione spagnola al fianco del fratello maggiore Enrico Federico.
Nel 1715 tornò in Sassonia e combatté contro il Regno di Svezia nella grande guerra del nord, prendendo parte alle operazioni militari presso le isole di Usedom e Rügen e all'assedio di Stralsund. In tutte queste operazioni militari, Federico Luigi ebbe modo di distinguersi per coraggio e lungimiranza militare. Insieme al maggiore generale danese Mayer e al maggiore generale prussiano Borck, guidò i negoziati di resa con la Svezia il 20 dicembre 1715 alla Tribseer Tor di Stralsund.
L'anno seguente, sotto il comando del principe Eugenio di Savoia, partecipa all'assedio di Belgrado del 1717 contro i turchi. Combatté nuovamente nella battaglia di Petrovaradino e nell'assedio di Timisoara, città occupata infine dai turchi. Nell'agosto del 1717 i turchi giunsero a Belgrado e il gran visir Alì Pascià circondò le truppe imperiali coi propri uomini. Ancora una volta Federico Luigi dimostrò il proprio coraggio e le proprie abilità strategiche ribaltando la situazione al punto che Carlo VI del Sacro Romano Impero lo promosse feldmaresciallo luogotenente e gli affidò il comando del 10º reggimento di fanteria precedentemente comandato da suo fratello.

### Il ritorno a Dresda

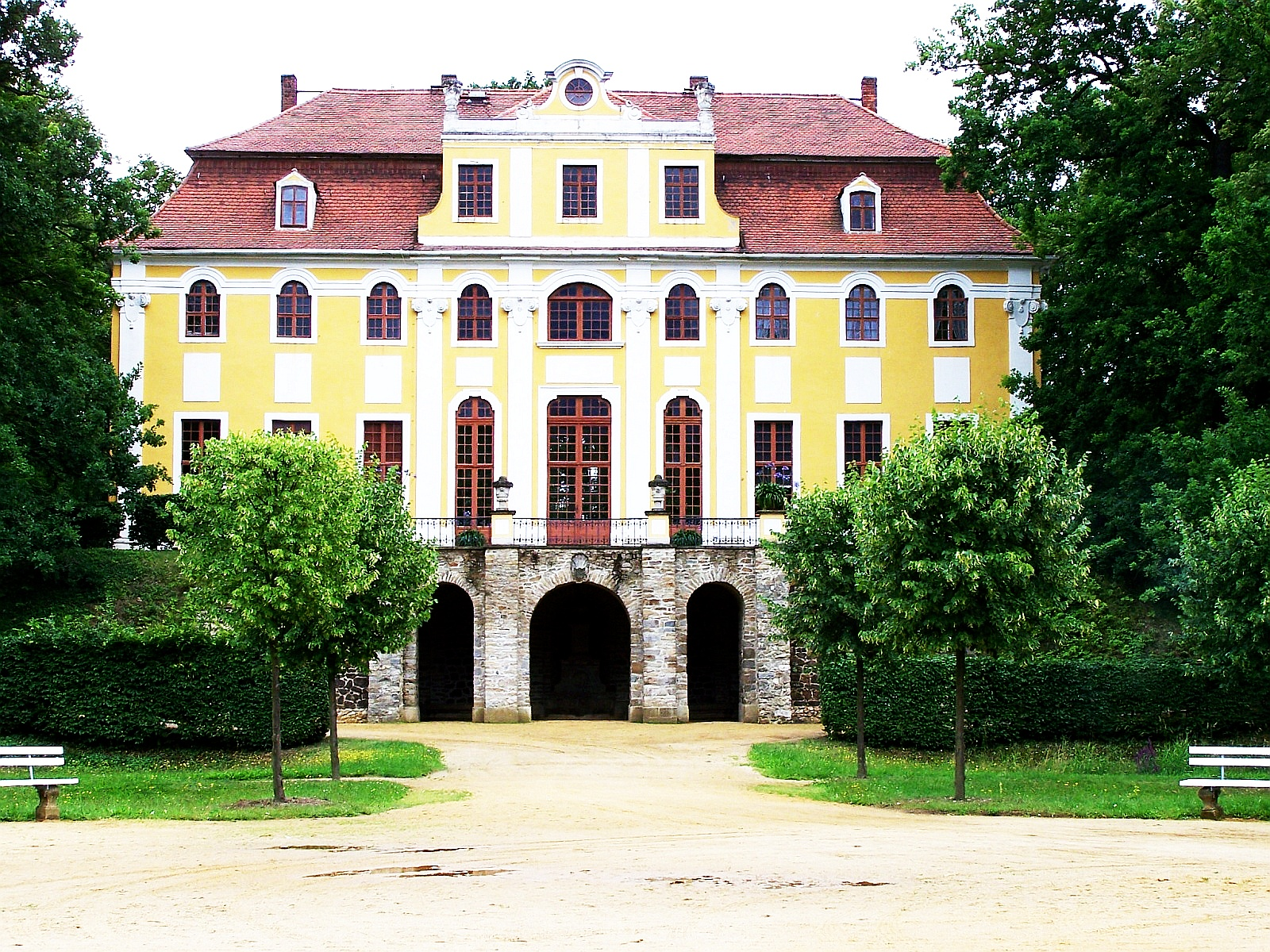
Il castello di Neschwitz, ricostruito in stile barocco da Federico Luigi

Tornato a Dresda nel 1718, Federico Luigi ottenne il grado di tenente generale dell'esercito sassone-polacco su nomina dello stesso Augusto II. Il giorno del matrimonio del principe elettore Augusto, il 20 agosto 1719, ricevette l'Ordine dell'Aquila Bianca e rincontrò Katharina, l'ex amante del sovrano, acquistando poi il castello rinascimentale di Gut Neschiwz in Lusazia che fece restaurare completamente in stile barocco.
Il legame tra Federico Luigi e Katharina von Teschen risultò gradito alla sua persona, ma molto meno alla famiglia dell'elettore, rigidamente cattolica, che non voleva che un suo esponente si legasse a un'esponente delle principali famiglie protestanti dell'impero tedesco. Augusto II si era già convertito al cattolicesimo nel 1697, e per sposare la duchessa di Teschen, Federico Luigi finì per convertirsi anch'egli al cattolicesimo come già aveva fatto suo fratello maggiore Carlo Alessandro dal 1712. Nel suo percorso di conversione, nel 1722 Federico Luigi venne aiutato da un padre gesuita.
Nel 1723 Federico Luigi prese parte ai festeggiamenti per l'incoronazione di Carlo VI a re di Boemia a Praga e venne in quell'occasione elevato al grado di Feldzeugmeister. Nello stesso anno riuscì a completare il castello di Neschwitz e, con la moglie fu in grado di trasferirvisi come residenza estiva e di caccia. Il suo mecenate sassone, Augusto II, decise di promuoverlo nuovamente al grado di generale di cavalleria e nel 1726 gli diede anche un grande castello appena fuori Dresda che in suo nome venne chiamato Friedrichstadt.

### La ripresa dell'attività militare

#### La guerra a Parma
Dal 1725 si rimise al servizio militare dell'imperatore ma inizialmente non prese parte a scontri diretti. Quando Antonio Farnese, ultimo duca di Parma e Piacenza, morì senza figli nel gennaio del 1731, l'imperatore Carlo VI inviò delle truppe per assicurarsi la successione a quel trono per il quale vantava della parentela e nominò Federico Luigi a comandante generale di questo contingente. Questa missione non durò ad ogni modo molto a lungo, poiché Elisabetta Farnese, nipote ed erede del defunto e moglie del re spagnolo Filippo V, sfruttò tutti i suoi poteri come regina di Spagna per riconquistare l'eredità del marito per il maggiore dei suoi figli, Carlo III, futuro sovrano spagnolo.

#### La soppressione della rivolta in Corsica

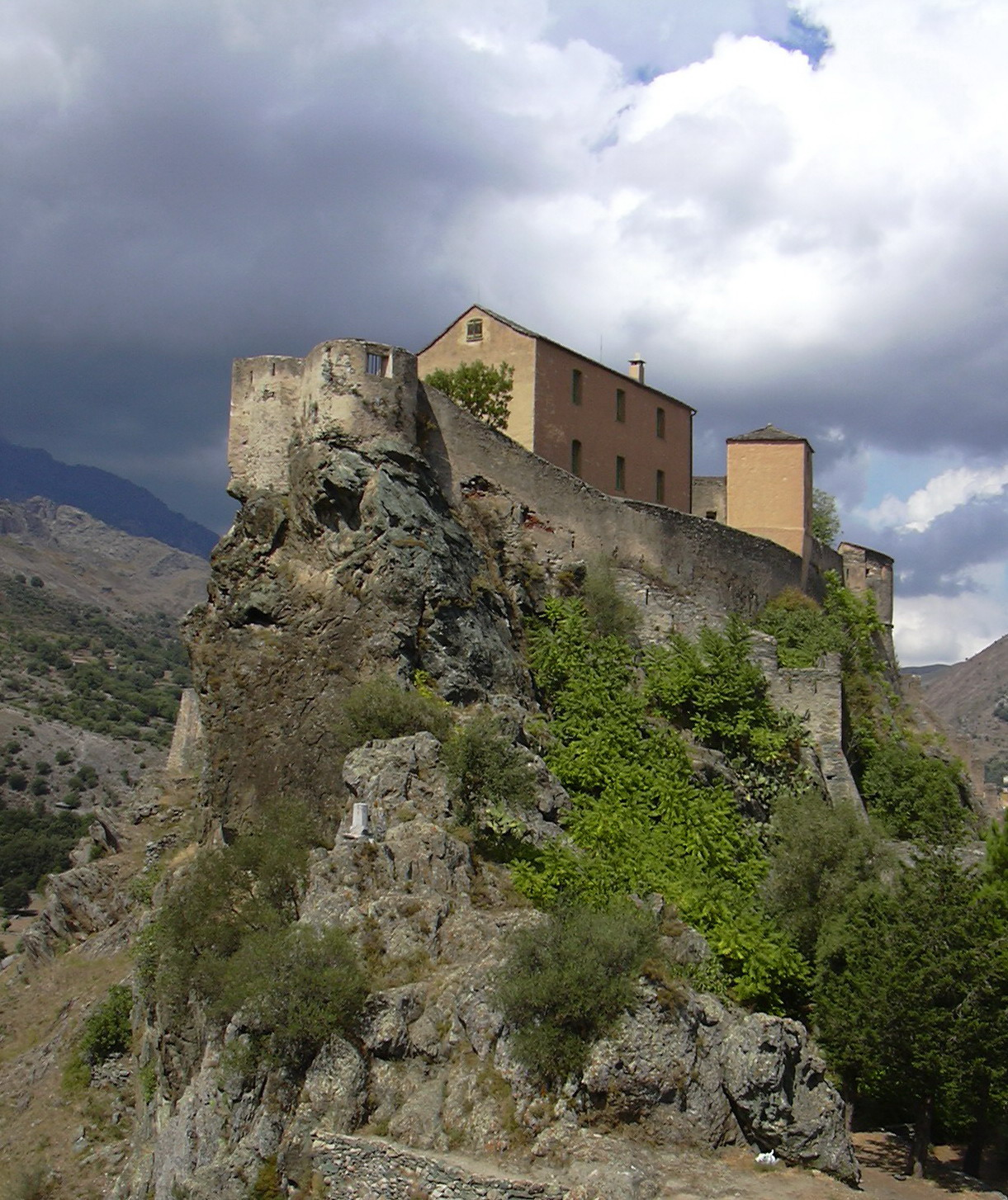
La cittadella di Corte, in Corsica, ove avvennero i negoziati di Federico Luigi

Nel 1732, per conto della Repubblica di Genova che aveva chiesto aiuto all'imperatore, comandò un esercito di 7.000 uomini contro gli insorti in Corsica che avevano sollevato la popolazione già dal 1729. Le truppe di Federico Luigi sbarcarono in Corsica il 7 aprile 1732 ma il generale tentò in un primo momento di addivenire ad una soluzione amichevole del conflitto, offrendo ai ribelli un'amnistia completa se avessero deposto le armi. Quando quest'offerta venne respinta, ad ogni modo, Federico Luigi ordinò diversi attacchi massicci guidati dal principe di Brandeburgo-Kulmbach e dal conte Samuel von Schmettau, oltre che dai generali Wachtendonk e Waldstein, operazioni che costrinsero gli insorti a riparare sulle montagne dove iniziarono una vera e propria guerriglia.
Ancora una volta a Federico Luigi venne chiesto di risolvere amichevolmente la disputa con trattative che si protrassero dall'8 all'11 maggio nella città di Corte e che portarono alla fine a una soluzione positiva per i corsi. Il 18 luglio 1732, Federico Luigi tornò a Genova con la maggior parte delle sue truppe, città dove venne osannato come grande comandante militare e con salve di cannone offerte per lui dal senato genovese.

### La guerra di successione polacca
Nel febbraio del 1733, morì Augusto II di Polonia e Augusto III gli succedette come nuovo sovrano di Polonia, sostenuto dall'imperatore Carlo VI e dalla zarina di Russia, mentre la Francia gli preferiva l'ex sovrano polacco e suoceri di Luigi XV, Stanislao Leszczynski. In assenza di un accordo pacifico, si aprì lo scontro noto come guerra di successione polacca.
In quest'ambito, Federico Luigi combatté assieme al maresciallo Claudio Florimondo di Mercy e ricevette il comando supremo delle truppe in Olanda ma nello stesso anno ricevette l'ordine di fare ritorno in Italia dove si prospettava una nuova campagna militare a settentrione.
Alla morte di quest'ultimo nella battaglia di San Pietro, Federico Luigi si scontrò con il maresciallo Dominik von Königsegg-Rothenfels per il comando delle forze austriache ma verrà anch'egli ucciso nella battaglia di Guastalla.

## Matrimonio e figli
Il 22 ottobre 1722 Federico Luigi sposò la quarantaduenne Ursula Caterina di Altenbockum, una delle amanti di Augusto II di Polonia, dalla quale non ebbe figli.

## Ascendenza
|                                          |                                           |                                           | Genitori                                 |  |  | Nonni |  |  | Bisnonni                         |  |  | Trisnonni                 |  |
|                                          |                                           |                                           |                                          |  |  |       |  |  | Giovanni Federico di Württemberg |  |  | Federico I di Württemberg |  |
|                                          |                                           |                                           |                                          |  |  |       |  |  | Giovanni Federico di Württemberg |  |  | Federico I di Württemberg |  |
|                                          |                                           | Sibilla di Anhalt                         |                                          |  |  |       |  |  | Giovanni Federico di Württemberg |  |  |                           |  |
| Eberardo III di Württemberg              |                                           |                                           |                                          |  |  |       |  |  | Giovanni Federico di Württemberg |  |  |                           |  |
|                                          |                                           | Barbara Sofia di Brandeburgo              | Gioacchino III Federico di Brandeburgo   |  |  |       |  |  |                                  |  |  |                           |  |
|                                          |                                           | Barbara Sofia di Brandeburgo              | Gioacchino III Federico di Brandeburgo   |  |  |       |  |  |                                  |  |  |                           |  |
|                                          |                                           | Barbara Sofia di Brandeburgo              | Caterina di Brandeburgo-Küstrin          |  |  |       |  |  |                                  |  |  |                           |  |
| Federico Carlo di Württemberg-Winnental  |                                           | Barbara Sofia di Brandeburgo              |                                          |  |  |       |  |  |                                  |  |  |                           |  |
|                                          |                                           | Giovanni Casimiro di Salm-Kyrburg         | …                                        |  |  |       |  |  |                                  |  |  |                           |  |
|                                          |                                           | Giovanni Casimiro di Salm-Kyrburg         | …                                        |  |  |       |  |  |                                  |  |  |                           |  |
|                                          |                                           | Giovanni Casimiro di Salm-Kyrburg         | …                                        |  |  |       |  |  |                                  |  |  |                           |  |
| Anna Caterina Dorotea di Salm-Kyrburg    |                                           | Giovanni Casimiro di Salm-Kyrburg         |                                          |  |  |       |  |  |                                  |  |  |                           |  |
|                                          |                                           | Dorotea di Solms-Laubach                  | …                                        |  |  |       |  |  |                                  |  |  |                           |  |
|                                          |                                           | Dorotea di Solms-Laubach                  | …                                        |  |  |       |  |  |                                  |  |  |                           |  |
|                                          |                                           | Dorotea di Solms-Laubach                  | …                                        |  |  |       |  |  |                                  |  |  |                           |  |
| Federico Luigi di Württemberg-Winnental  |                                           | Dorotea di Solms-Laubach                  |                                          |  |  |       |  |  |                                  |  |  |                           |  |
|                                          | Gioacchino Ernesto di Brandeburgo-Ansbach | Giovanni Giorgio di Brandeburgo           |                                          |  |  |       |  |  |                                  |  |  |                           |  |
|                                          | Gioacchino Ernesto di Brandeburgo-Ansbach | Giovanni Giorgio di Brandeburgo           |                                          |  |  |       |  |  |                                  |  |  |                           |  |
|                                          | Gioacchino Ernesto di Brandeburgo-Ansbach | Elisabetta di Anhalt-Zerbst               |                                          |  |  |       |  |  |                                  |  |  |                           |  |
| Alberto II di Brandeburgo-Ansbach        | Gioacchino Ernesto di Brandeburgo-Ansbach |                                           |                                          |  |  |       |  |  |                                  |  |  |                           |  |
|                                          |                                           | Sofia di Solms-Laubach                    | Giovanni Giorgio I di Solms-Laubach      |  |  |       |  |  |                                  |  |  |                           |  |
|                                          |                                           | Sofia di Solms-Laubach                    | Giovanni Giorgio I di Solms-Laubach      |  |  |       |  |  |                                  |  |  |                           |  |
|                                          |                                           | Sofia di Solms-Laubach                    | …                                        |  |  |       |  |  |                                  |  |  |                           |  |
| Eleonora Giuliana di Brandeburgo-Ansbach |                                           | Sofia di Solms-Laubach                    |                                          |  |  |       |  |  |                                  |  |  |                           |  |
|                                          |                                           | Gioacchino Ernesto di Oettingen-Oettingen | Ludovico Eberardo di Oettingen-Oettingen |  |  |       |  |  |                                  |  |  |                           |  |
|                                          |                                           | Gioacchino Ernesto di Oettingen-Oettingen | Ludovico Eberardo di Oettingen-Oettingen |  |  |       |  |  |                                  |  |  |                           |  |
|                                          |                                           | Gioacchino Ernesto di Oettingen-Oettingen | Margherita d'Erbach                      |  |  |       |  |  |                                  |  |  |                           |  |
| Sofia Margherita di Oettingen-Oettingen  |                                           | Gioacchino Ernesto di Oettingen-Oettingen |                                          |  |  |       |  |  |                                  |  |  |                           |  |
|                                          |                                           | Anna Sibilla di Solms-Sonnenwalde         | Enrico Guglielmo di Solms-Sonnenwalde    |  |  |       |  |  |                                  |  |  |                           |  |
|                                          |                                           | Anna Sibilla di Solms-Sonnenwalde         | Enrico Guglielmo di Solms-Sonnenwalde    |  |  |       |  |  |                                  |  |  |                           |  |
|                                          |                                           | Anna Sibilla di Solms-Sonnenwalde         | Sofia Dorotea di Mansfeld-Arnstein       |  |  |       |  |  |                                  |  |  |                           |  |
|                                          |                                           | Anna Sibilla di Solms-Sonnenwalde         |                                          |  |  |       |  |  |                                  |  |  |                           |  |